# Acanthocladiella
Acanthocladiella là một chi rêu trong họ Sematophyllaceae.